# Kartuzy
Kartuzy (cașubiană Kartuzë, germană Karthaus) este un oraș în Polonia.

## Galerie de imagini

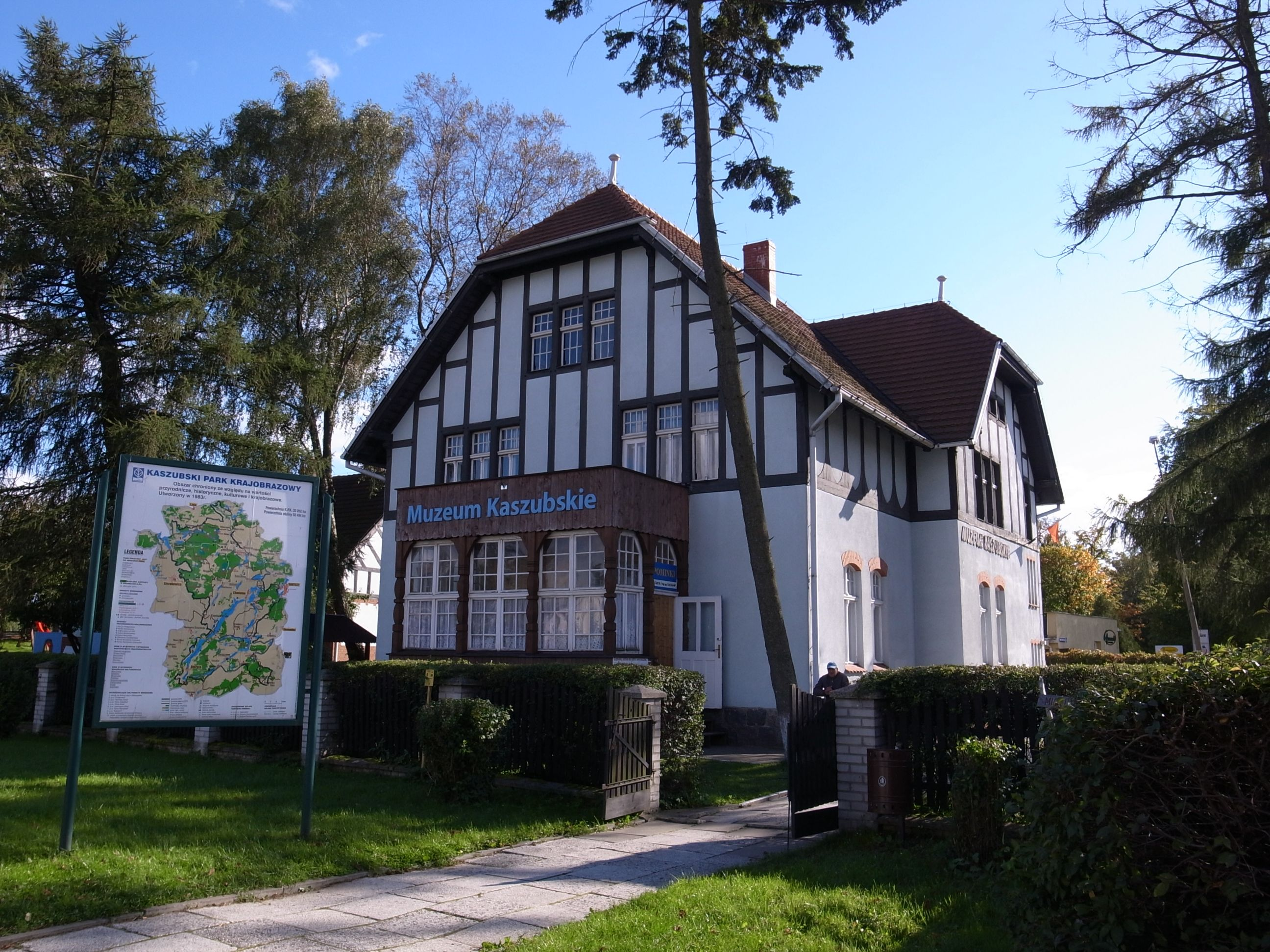
Kartuzë